# Revisionsutskottet
Revisionsutskottet (ReU) är ett utskott i Finlands riksdag som behandlar berättelser som skall lämnas till riksdagen, däribland statens bokslutsberättelse, Statens revisionsverks berättelse om sin verksamhet och berättelser från riksdagens revisorer. Vidare bereder utskottet ärenden om övervakning av statsfinanserna och kan på eget initiativ ta upp frågor inom sitt ansvarsområde till behandling och lämna betänkande om dem till plenum. Utskottet tillkom 2007 genom att man sammanförde uppgifterna för statsrevisorerna och finansutskottets förvaltnings- och revisionssektions parlamentariska revisionsfunktion.